# Горобина круглолиста
Горобина круглолиста (лат. Sórbus ária, син. Aria nivea), або горобина арія — листопадне дерево, типовий вид підроду Sorbus subg. Арія роду Сорбина. Рослина розповсюджена у більшій частині Європи, а також типова для Північної Африки (Алжир, Марокко, Туніс) і помірної Азії (Вірменія, Грузія). Як правило, компактна і куполоподібна, з кількома гілками, що піднімаються вгору, і майже білою нижньою стороною листя, вона зазвичай віддає перевагу сухим вапняковим і крейдяним ґрунтам. Кремово-білі гермафродитні квіти з'являються у травні, запилюються комахами, а потім утворюють червоні ягоди, які часто їдять птахи.
Сорти S. aria 'Lutescens', з дуже білувато-зеленим раннім листям та S. aria 'Majestica', з великим листям були відзначені нагородами Королівського садівничого товариства за заслуги в саду.
Ягоди їстівні, якщо вони перезріли (потемніли).

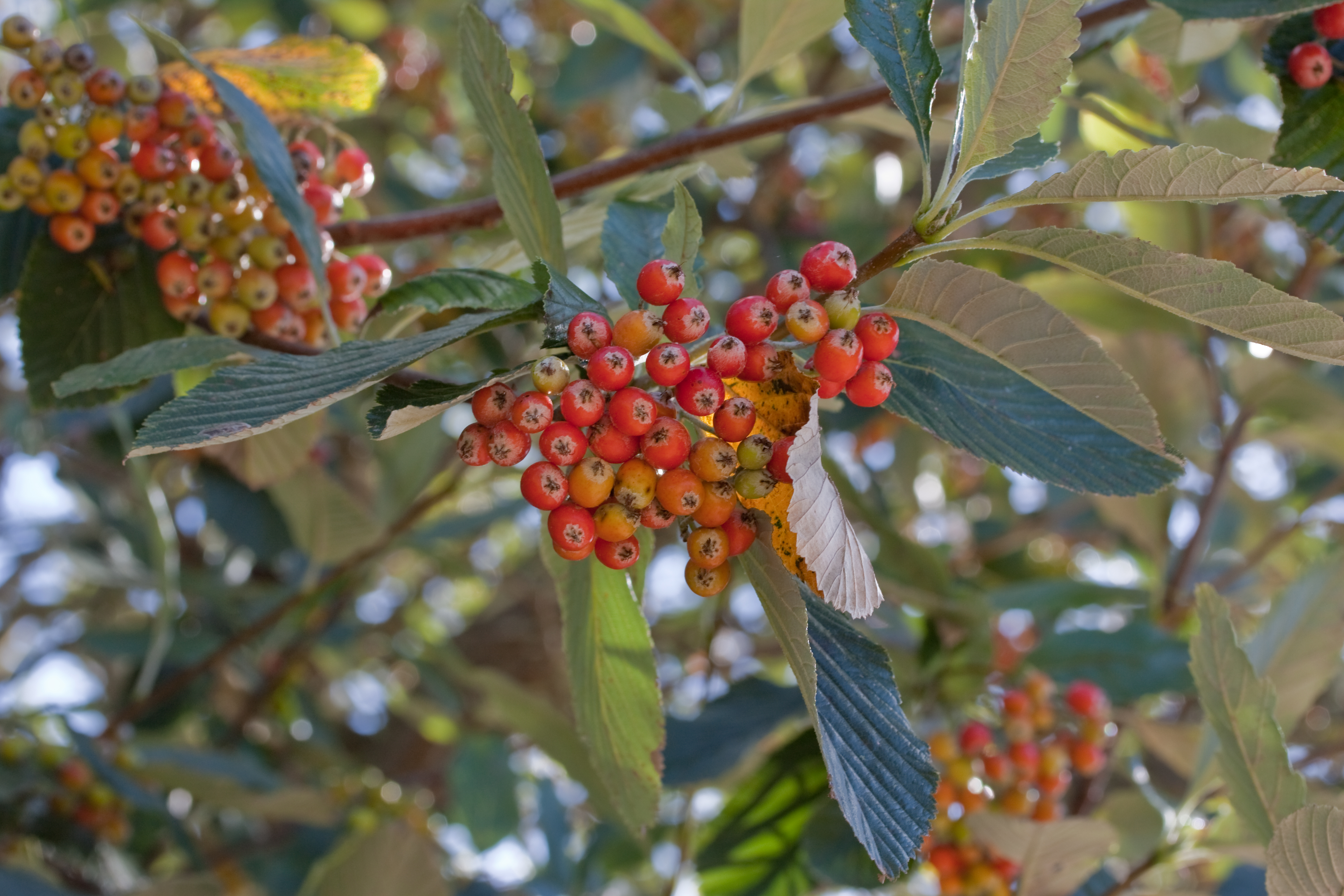
Листя і плоди
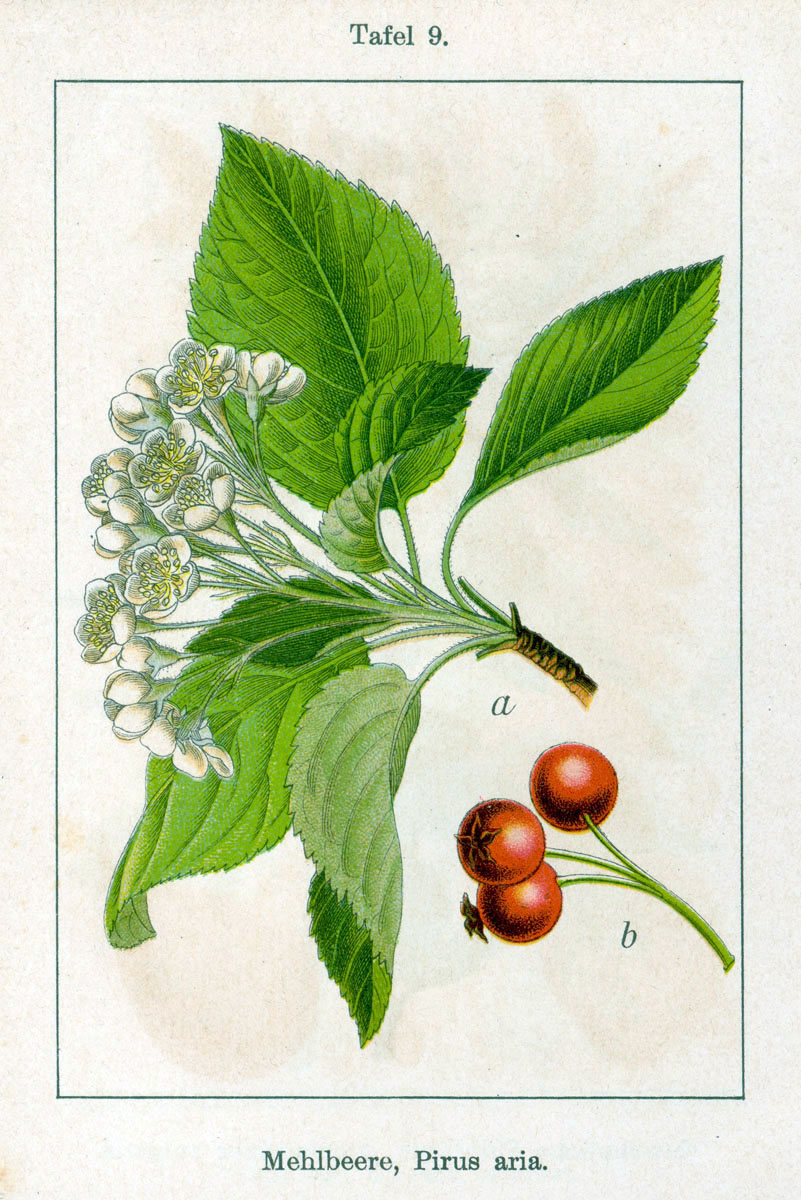
Ботанічна ілюстрація, 1796